# Haus Dellacher

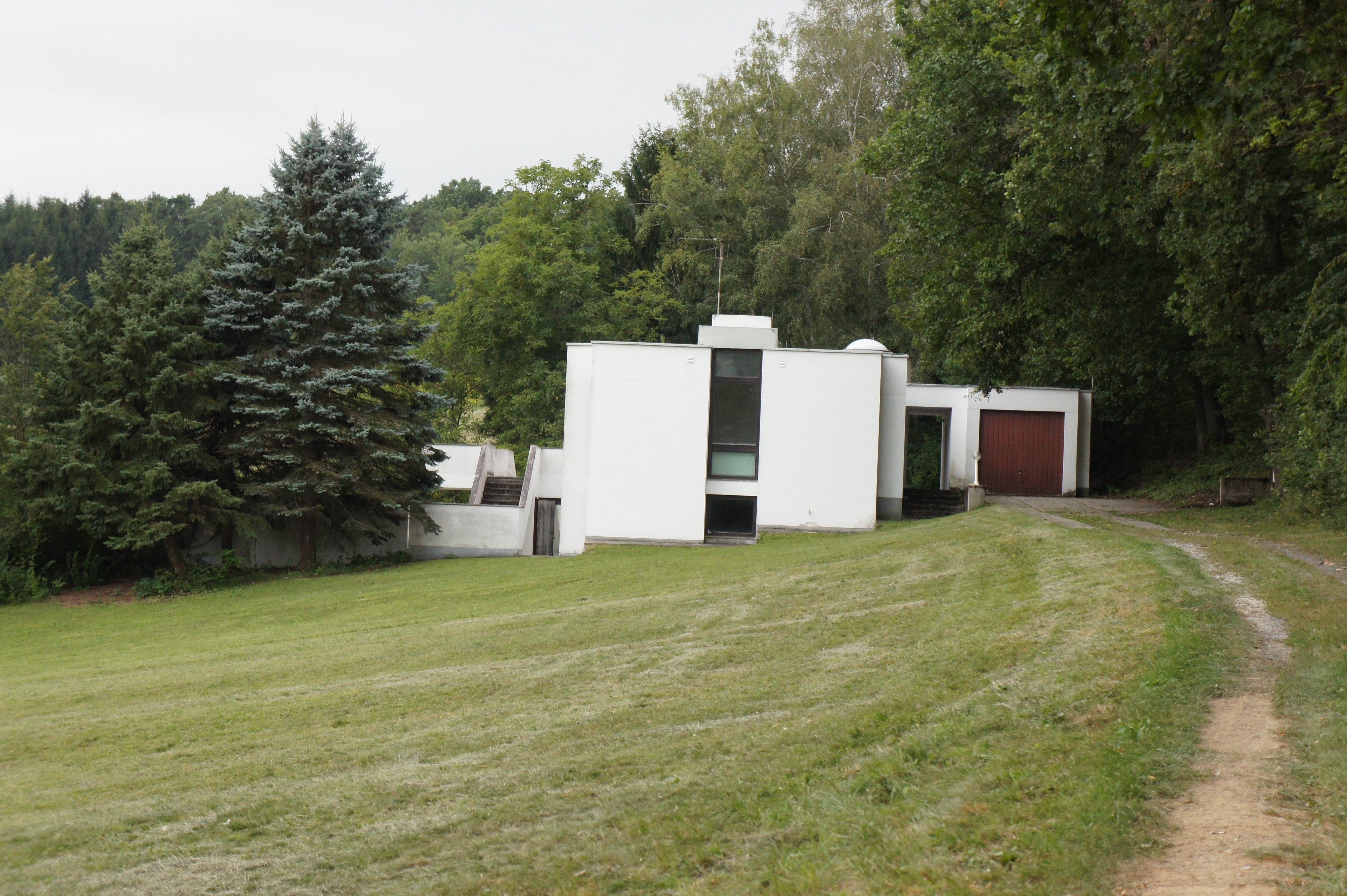
Haus Dellacher (2012)

Das Haus Dellacher ist ein Wohnhaus in der Stadt Oberwart im Burgenland und steht unter Denkmalschutz.
Das Wohnhaus wurde 1969 nach den Plänen des Architekten Raimund Abraham für den Fotografen Max Dellacher, einen Jugendfreund Abrahams, und dessen Gattin Gisela erbaut. Der Entwurf folgt dem ebenerdigen traditionellen burgenländischen Haustypus und zeigt auch die Einfachheit der japanischen Tradition des Zen. So wurde beim Essplatz auf den möglichen Blick in die Ebene verzichtet und man wählte stattdessen die Belichtung durch eine obenliegende Lichtkuppel. Weiters orientiert sich der Entwurf an Raumanordnungen von Adolf Loos mit springenden Raumebenen und nischenartigen holzverkleideten Einbauten. Der kubistische Baukörper, eine Stilform von Abraham, wurde gartenseitig mit Pflanzungen von Essigbäumen in der Anordnung eines Haines ergänzt.
Im August 2015 wurde das Haus an Johannes Handler verkauft, welcher es sanierte und öffentlich zugänglich machte. Über den Kaufpreis wurde Stillschweigen vereinbart. Um die Erhaltung, Instandhaltung und das Veranstaltungsprogramm kümmert sich der Verein Das Dellacher.